# الدوري البرازيلي الدرجة الأولى 1960
الدوري البرازيلي الدرجة الأولى 1960 هو الموسم 2 من  الدوري البرازيلي الدرجة الأولى. أقيم خلال الفترة 6 سبتمبر 1960 وحتى 28 ديسمبر 1960، وأشرف على تنظيمه Brazilian Sports Confederation ‏، وكان عدد الأندية المشاركة فيه  17، وفاز فيه نادي بالميراس.